# Zodarion turcicum
Zodarion turcicum är en spindelart som beskrevs av Jörg Wunderlich 1980. Zodarion turcicum ingår i släktet Zodarion och familjen Zodariidae. Inga underarter finns listade i Catalogue of Life.